# Корбеј Есон
Корбеј Есон (фр. Corbeil-Essonnes) је насељено место у Француској у Париском региону, у департману Есон.
По подацима из 2011. године у општини је живело 44.223 становника, а густина насељености је износила 4016,62 становника/km².

## Географија

### Клима
| Клима (Корбеј Есон)        | Клима (Корбеј Есон) | Клима (Корбеј Есон) | Клима (Корбеј Есон) | Клима (Корбеј Есон) | Клима (Корбеј Есон) | Клима (Корбеј Есон) | Клима (Корбеј Есон) | Клима (Корбеј Есон) | Клима (Корбеј Есон) | Клима (Корбеј Есон) | Клима (Корбеј Есон) | Клима (Корбеј Есон) | Клима (Корбеј Есон) |
| Показатељ \ Месец          | .Јан.               | .Феб.               | .Мар.               | .Апр.               | .Мај.               | .Јун.               | .Јул.               | .Авг.               | .Сеп.               | .Окт.               | .Нов.               | .Дец.               | .Год.               |
| -------------------------- | ------------------- | ------------------- | ------------------- | ------------------- | ------------------- | ------------------- | ------------------- | ------------------- | ------------------- | ------------------- | ------------------- | ------------------- | ------------------- |
| Средњи максимум, °C (°F)   | 6,1 (43)            | 7,6 (45,7)          | 11,4 (52,5)         | 14,6 (58,3)         | 18,6 (65,5)         | 21,8 (71,2)         | 24,5 (76,1)         | 24,2 (75,6)         | 20,8 (69,4)         | 15,8 (60,4)         | 9,9 (49,8)          | 6,8 (44,2)          | 15,2 (59,4)         |
| Просек, °C (°F)            | 3,4 (38,1)          | 4,3 (39,7)          | 7,1 (44,8)          | 9,7 (49,5)          | 13,4 (56,1)         | 16,4 (61,5)         | 18,8 (65,8)         | 18,5 (65,3)         | 15,6 (60,1)         | 11,5 (52,7)         | 6,7 (44,1)          | 4,3 (39,7)          | 10,8 (51,4)         |
| Средњи минимум, °C (°F)    | 0,7 (33,3)          | 1,0 (33,8)          | 2,8 (37)            | 4,8 (40,6)          | 8,3 (46,9)          | 11,1 (52)           | 13,0 (55,4)         | 12,8 (55)           | 10,4 (50,7)         | 7,2 (45)            | 3,5 (38,3)          | 1,7 (35,1)          | 6,4 (43,5)          |
| Количина падавина, mm (in) | 47,6 (18,74)        | 42,5 (16,73)        | 44,4 (17,48)        | 45,6 (17,95)        | 53,7 (21,14)        | 51,0 (20,08)        | 52,2 (20,55)        | 48,5 (19,09)        | 55,6 (21,89)        | 51,6 (20,31)        | 54,1 (21,3)         | 51,5 (20,28)        | 598,3 (235,55)      |
| [ тражи се извор ]         |                     |                     |                     |                     |                     |                     |                     |                     |                     |                     |                     |                     |                     |

## Демографија
| 1962.  | 1968.  | 1975.  | 1982.  | 1990.  | 2011.  |
| ------ | ------ | ------ | ------ | ------ | ------ |
| 26.805 | 32.192 | 38.859 | 37.846 | 40.345 | 44.223 |

## Партнерски градови
- Зинделфинген
- Alzira
- East Dunbartonshire
- Belinho